# Itchen Abbas
Itchen Abbas är en by i civil parish Itchen Valley, i distriktet Winchester, i grevskapet Hampshire, England. Byn är belägen 6 km från Winchester. Orten har 525 invånare (2018). Itchen Abbas var en civil parish fram till 1932 när blev den en del av Itchen Valley. Civil parish hade 303 invånare år 1931. Byn nämndes i Domedagsboken (Domesday Book) år 1086, och kallades då Icene.